# Сен-Урс, Жан-Пьер
Жан-Пье́р Сен-Урс (фр. Jean-Pierre Saint-Ours; 4 апреля 1752, Женева — 6 апреля 1809, Женева) — швейцарский художник-график.
Кроме портретов, специализировался на исторических картинах, выполненных в неоклассическом стиле, из-за чего сравнивался с Жаком Луи Давидом. После Французской революции занялся политической карьерой, но позже, разочаровавшись, вернулся к живописи.

## Биография
Родился в Женеве, центре одноимённого кантона. Брал первые уроки у своего отца, художника по эмали Жака (1708—1773). Продолжил учиться в Париже в классе живописца Жозефа-Мари Вьена, во время работы в художественной студии встречал Давида. В 1780 году после получения Римской премии за картину «Похищение сабинянок» ему было отказано в обучение во Французской академии в Риме из-за национальности и протестантства. Совершив поездку в академию за свои средства, с помощью покровительства кардинала Франсуа де Берни и французского посла поселился в Риме. Поддержал Французскую революцию.
В 1791 году он выставил в парижском салоне группу картин, в том числе «Отбор детей в Спарте», «Германская свадьба» и «Олимпийские игры». «Отбор детей в Спарте» была основана на рассказе Плутарха и по мнению искусствоведов сочетает в себе черты неоклассицизма и «культ чувств».
В начале 1792 года, когда Великая французская революция пришла в Италию, Сен-Урс вернулся в Женеву, где женился и начал политическую карьеру. Был избран в Женевскую национальную ассамблею. В 1795 году смог установить бюст Жан-Жака Руссо в парке Бастионов. Разочаровавшись в событиях во Франции, ушел из политики и вернулся к живописи, в основном работая с элитой Женевы.

## Галерея

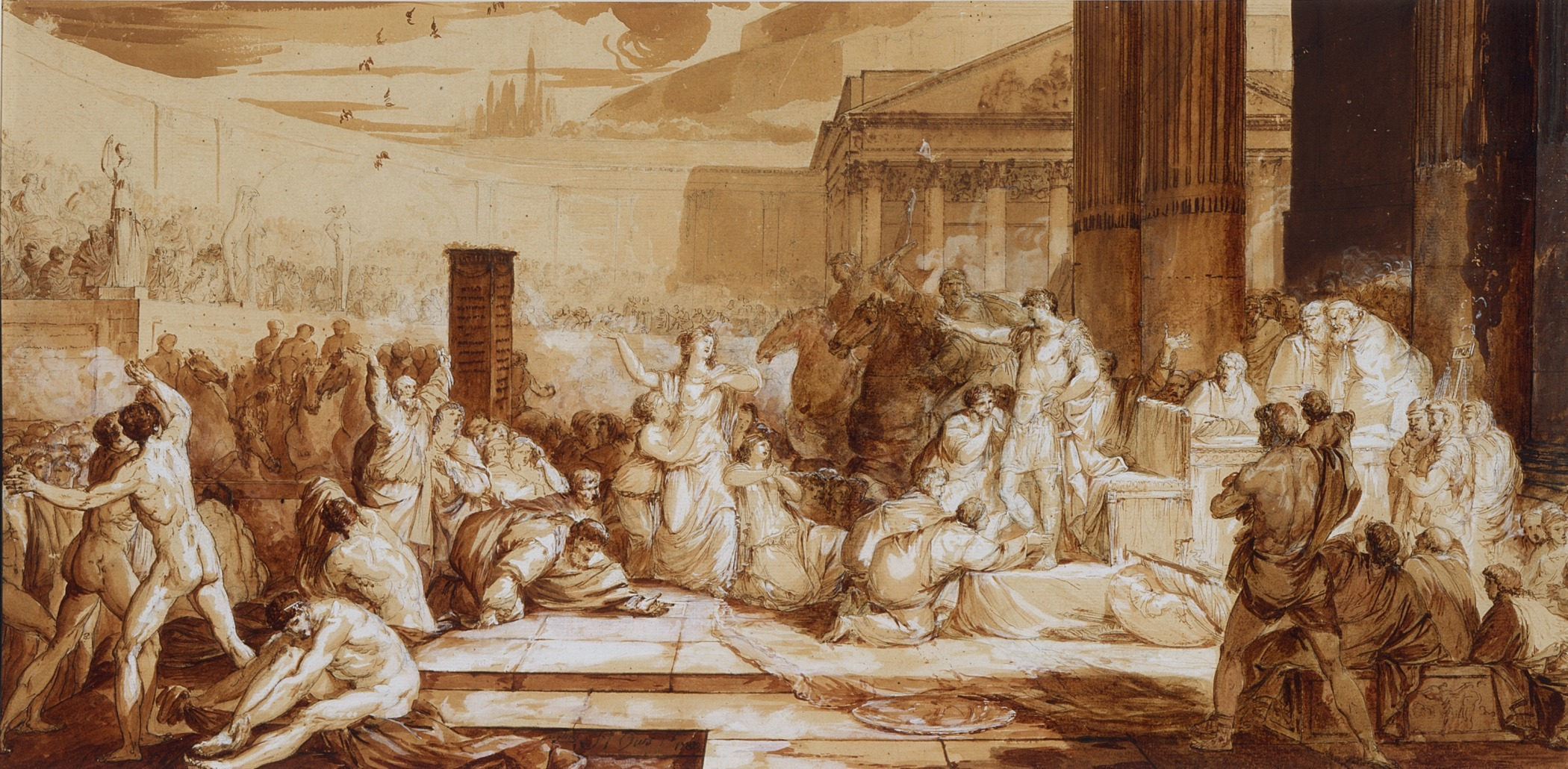
Тит Квинкций Фламинин даёт свободу Греции на Истмийских играх, 1780.
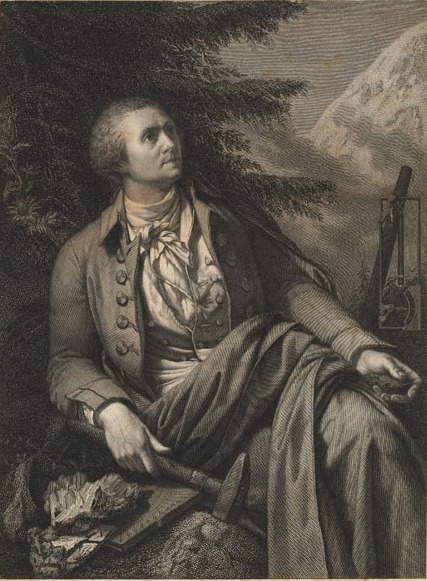
Орас Бенедикт де Соссюр; гравюра Шарля-Симона Прадье на основе портрета Сен-Урса

## Комментарии
1. ↑  На тот момент город был часть независимой Республики Женева.